# 1999年パンパシフィック水泳選手権
1999年パンパシフィック水泳選手権（1999ねんぱんぱしふぃっくすいえいせんしゅけん）は、1999年8月22日から8月29日までオーストラリアシドニーで開催された第8回パンパシフィック水泳選手権である。本大会は2000年シドニーオリンピックの競泳競技のリハーサル大会として実施された。

## 参加国
| - アルジェリア - オーストラリア - カナダ - 中国 - チャイニーズタイペイ | - コスタリカ - フィジー - 香港 - 日本 - 韓国 | - マレーシア - ニュージーランド - 南アフリカ共和国 - アメリカ合衆国 - ベネズエラ |

## 競技結果

### 男子
| 種目                         | 金                                                                                             | 金                | 銀                                                                                             | 銀            | 銅                                                                                 | 銅            |
| ---------------------------- | ---------------------------------------------------------------------------------------------- | ----------------- | ---------------------------------------------------------------------------------------------- | ------------- | ---------------------------------------------------------------------------------- | ------------- |
| 自由形                       |                                                                                                |                   |                                                                                                |               |                                                                                    |               |
| 50m                          | ブレンドン・デーデキント 南アフリカ共和国                                                      | 22秒06 大会新     | ゲーリー・ホール・ジュニア アメリカ合衆国                                                      | 22秒26        | ビル・ピルチュク アメリカ合衆国                                                    | 22秒52        |
| 100m                         | マイケル・クリム オーストラリア                                                                | 48秒98            | ニール・ウォーカー アメリカ合衆国                                                              | 49秒17        | Chris Fydler オーストラリア                                                        | 49秒42        |
| 200m                         | イアン・ソープ オーストラリア                                                                  | 1分46秒00 世界新  | マイケル・クリム オーストラリア                                                                | 1分47秒40     | リク・ニースリング 南アフリカ共和国                                                | 1分48秒17     |
| 400m                         | イアン・ソープ オーストラリア                                                                  | 3分41秒83 世界新  | グラント・ハケット オーストラリア                                                              | 3分46秒02     | リク・ニースリング 南アフリカ共和国                                                | 3分46秒31     |
| 1500m                        | グラント・ハケット オーストラリア                                                              | 14分45秒60 大会新 | リク・ニースリング 南アフリカ共和国                                                            | 15分02秒40    | クリス・トンプソン アメリカ合衆国                                                  | 15分04秒68    |
| 背泳ぎ                       |                                                                                                |                   |                                                                                                |               |                                                                                    |               |
| 100m                         | レニー・クレーゼルバーグ アメリカ合衆国                                                        | 53秒60 世界新     | マット・ウェルス オーストラリア                                                                | 55秒13        | ジョシュ・ワトソン オーストラリア                                                  | 55秒18        |
| 200m                         | レニー・クレーゼルバーグ アメリカ合衆国                                                        | 1分55秒87 世界新  | ライ・ハス オーストラリア                                                                      | 1分59秒87     | キャメロン・デラニー オーストラリア                                                | 1分59秒98     |
| 平泳ぎ                       |                                                                                                |                   |                                                                                                |               |                                                                                    |               |
| 100m                         | シモン・カウリー オーストラリア                                                                | 1分02秒06         | リーガン・ハリソン オーストラリア                                                              | 1分02秒26     | モーガン・ネイブ カナダ                                                            | 1分02秒37     |
| 200m                         | シモン・カウリー オーストラリア                                                                | 2分12秒98         | トム・ウィルケンズ アメリカ合衆国                                                              | 2分13秒97     | テレンス・パーキン 南アフリカ共和国                                                | 2分14秒12     |
| バタフライ                   |                                                                                                |                   |                                                                                                |               |                                                                                    |               |
| 100m                         | マイケル・クリム オーストラリア                                                                | 52秒49 大会新     | ジェフ・ヒューギル オーストラリア                                                              | 52秒51        | 山本貴司 日本                                                                      | 52秒93        |
| 200m                         | トム・マルチョー アメリカ合衆国                                                                | 1分55秒41 大会新  | 山本貴司 日本                                                                                  | 1分57秒33     | ウグル・タネル アメリカ合衆国                                                      | 1分57秒82     |
| 個人メドレー                 |                                                                                                |                   |                                                                                                |               |                                                                                    |               |
| 200m                         | トム・ウィルケンズ アメリカ合衆国                                                              | 2分01秒01         | カーティス・マイデン カナダ                                                                    | 2分01秒64     | マシュー・ダン オーストラリア                                                      | 2分01秒86     |
| 400m                         | マシュー・ダン オーストラリア                                                                  | 4分16秒54         | カーティス・マイデン カナダ                                                                    | 4分16秒77     | トム・ウィルケンズ アメリカ合衆国                                                  | 4分18秒58     |
| フリーリレー                 |                                                                                                |                   |                                                                                                |               |                                                                                    |               |
| 4×100m                       | マイケル・クリム ジェフ・イングリッシュ Chris Fydler イアン・ソープ オーストラリア             | 3分16秒08         | ブライアン・ジョーンズ ジョシュ・デービス ニール・ウォーカー ジェイソン・レザク アメリカ合衆国 | 3分16秒81     | ヤニック・ラッピーン Craig Hutchison Jake Steele Graham Duthie カナダ              | 3分20秒73     |
| 4×200m                       | イアン・ソープ ビル・カービィ グラント・ハケット マイケル・クリム オーストラリア               | 7分08秒79 世界新  | チャド・カーヴィン ジョシュ・デービス トム・マルチョー ウグル・タネル アメリカ合衆国           | 7分11秒66     | マーク・ジョンストン リック・セイ ヤニック・ラッピーン ブライアン・ジョンズ カナダ | 7分23秒26     |
| メドレーリレー               |                                                                                                |                   |                                                                                                |               |                                                                                    |               |
| 4×100m                       | レニー・クレーゼルバーグ カート・グロート ドッド・ウェールズ ニール・ウォーカー アメリカ合衆国 | 3分36秒37 大会新  | マット・ウェルス ジム・パイパー マイク・ミンテンコ ヤニック・ラッピーン カナダ                 | 3分40秒18     | 錦織篤 今井亮介 山本貴司 伊藤俊介 日本                                             | 3分40秒21     |
| オープンウォータースイミング |                                                                                                |                   |                                                                                                |               |                                                                                    |               |
| 5km                          | クリート・ケラー アメリカ合衆国                                                                | 55分42秒          | Philip Brosgarth オーストラリア                                                                | 55分50秒      | カール・ゴードン ニュージーランド                                                  | 55分51秒      |
| 25km                         | Mark Saliba オーストラリア                                                                     | 4時間57分44秒     | Danny Chochron ベネズエラ                                                                      | 5時間00分06秒 | ジョン・ケニー アメリカ合衆国                                                      | 5時間07分01秒 |

### 女子
| 種目                         | 金 | 金               | 銀                                                                                       | 銀            | 銅                                                                             | 銅            |
| ---------------------------- | --- | ---------------- | ---------------------------------------------------------------------------------------- | ------------- | ------------------------------------------------------------------------------ | ------------- |
| 自由形                       | |                  |                                                                                          |               |                                                                                |               |
| 50m                          | ジェニー・トンプソン アメリカ合衆国                                                                      | 25秒51           | サラ・ライアン オーストラリア                                                            | 25秒93        | Liesl Kolbisen アメリカ合衆国                                                  | 25秒97        |
| 100m                         | ジェニー・トンプソン アメリカ合衆国                                                                      | 54秒89           | サラ・ライアン オーストラリア                                                            | 55秒83        | レベッカ・クリーディー オーストラリア                                          | 55秒90        |
| 200m                         | スージー・オニール オーストラリア                                                                        | 1分58秒17        | リンゼイ・ベンコ アメリカ合衆国                                                          | 1分59秒60     | エレン・ストーンブレーカー アメリカ合衆国                                      | 2分00秒46     |
| 400m                         | ブルック・ベネット アメリカ合衆国                                                                        | 4分08秒39        | リンゼイ・ベンコ アメリカ合衆国                                                          | 4分08秒75     | クラウディア・ポル コスタリカ                                                  | 4分11秒53     |
| 800m                         | ブルック・ベネット アメリカ合衆国                                                                        | 8分25秒06        | レイチェル・ハリス オーストラリア                                                        | 8分37秒27     | エレン・ストーンブレーカー アメリカ合衆国                                      | 8分40秒39     |
| 背泳ぎ                       | |                  |                                                                                          |               |                                                                                |               |
| 100m                         | ダイアナ・カルブ オーストラリア 中村真衣 日本                                                            | 1分01秒51        |                                                                                          |               | バーバラ・ベッドフォード アメリカ合衆国                                        | 1分01秒76     |
| 200m                         | 萩原智子 日本                                                                                            | 2分11秒36        | 中尾美樹 日本                                                                            | 2分11秒41     | リンゼイ・ベンコ アメリカ合衆国                                                | 2分13秒51     |
| 平泳ぎ                       | |                  |                                                                                          |               |                                                                                |               |
| 100m                         | ペネローペ・ヘインズ 南アフリカ共和国                                                                    | 1分07秒08 世界新 | メーガン・クワン アメリカ合衆国                                                          | 1分08秒54     | クリスティ・コワル アメリカ合衆国                                              | 1分08秒56     |
| 200m                         | ペネローペ・ヘインズ 南アフリカ共和国                                                                    | 2分23秒64 世界新 | クリスティ・コワル アメリカ合衆国                                                        | 2分25秒52     | サラ・ポウエ 南アフリカ共和国                                                  | 2分25秒90     |
| バタフライ                   | |                  |                                                                                          |               |                                                                                |               |
| 100m                         | ジェニー・トンプソン アメリカ合衆国                                                                      | 57秒88 世界新    | スージー・オニール オーストラリア                                                        | 59秒07        | 青山綾里 日本                                                                  | 59秒58        |
| 200m                         | スージー・オニール オーストラリア                                                                        | 2分06秒60 大会新 | Jessica Deglau カナダ                                                                    | 2分10秒27     | ミスティ・ハイマン アメリカ合衆国                                              | 2分10秒40     |
| 個人メドレー                 | |                  |                                                                                          |               |                                                                                |               |
| 200m                         | ジョアン・マラー カナダ                                                                                  | 2分13秒63        | クリスティナ・トイシャー アメリカ合衆国                                                  | 2分14秒31     | エリ・オーバートン オーストラリア                                              | 2分14秒51     |
| 400m                         | ジョアン・マラー カナダ                                                                                  | 4分40秒23        | 田島寧子 日本                                                                            | 4分40秒56     | クリスティナ・トイシャー アメリカ合衆国                                        | 4分41秒21     |
| フリーリレー                 | |                  |                                                                                          |               |                                                                                |               |
| 4x100m                       | Liesl Kolbisen レイチェル・フォックス リンゼイ・ベンコ ジェニー・トンプソン アメリカ合衆国               | 3分41秒86        | サラ・ライアン ロリ・ムンツ レベッカ・クリーディー スージー・オニール オーストラリア     | 3分42秒69     | Jessica Deglau マリアンヌ・リンパート Anna Lydall ローラ・ニコラス カナダ      | 3分44秒50     |
| 4x200m                       | リンゼイ・ベンコ エレン・ストーンブレーカー ジェニー・トンプソン クリスティナ・トイシャー アメリカ合衆国 | 7分57秒61 大会新 | ジャーン・ルーニー レベッカ・クリーディー ロリ・ムンツ スージー・オニール オーストラリア | 8分00秒67     | Jessica Deglau ジョアン・マラー マリアンヌ・リンパート ローラ・ニコラス カナダ | 8分06秒86     |
| メドレーリレー               | |                  |                                                                                          |               |                                                                                |               |
| 4x100m                       | バーバラ・ベッドフォード メーガン・クワン ジェニー・トンプソン Liesl Kolbisen アメリカ合衆国             | 4分03秒09        | ダイアナ・カルブ サマンサ・ライリー スージー・オニール サラ・ライアン オーストラリア     | 4分05秒74     | 中村真衣 田中雅美 青山綾里 千葉すず 日本                                       | 4分06秒86     |
| オープンウォータースイミング | |                  |                                                                                          |               |                                                                                |               |
| 5km                          | エリカ・ローズ アメリカ合衆国                                                                            | 58分11秒         | サラ・ボード オーストラリア                                                              | 59分36秒      | ドーン・ハックマン アメリカ合衆国                                              | 59分39秒      |
| 25km                         | ビリー・バーゲン アメリカ合衆国                                                                          | 5時間16分05秒    | Regan Stacey-Shiver アメリカ合衆国                                                       | 5時間23分36秒 | ブロンウェン・ホワイトヘッド オーストラリア                                    | 5時間26分25秒 |

## 国別メダル受賞数
| 順   | 国・地域         | 金 | 銀 | 銅 | 計  |
| ---- | ---------------- | -- | -- | -- | --- |
| 1    | アメリカ合衆国   | 16 | 11 | 14 | 41  |
| 2    | オーストラリア   | 14 | 15 | 7  | 36  |
| 3    | 南アフリカ共和国 | 3  | 1  | 4  | 8   |
| 4    | カナダ           | 2  | 4  | 5  | 11  |
| 5    | 日本             | 2  | 3  | 4  | 9   |
| 6    | ベネズエラ       | 0  | 1  | 0  | 1   |
| 7    | コスタリカ       | 0  | 0  | 1  | 1   |
| 7    | ニュージーランド | 0  | 0  | 1  | 1   |
| 合計 | 合計             | 37 | 35 | 36 | 108 |